# Loch Snizort Beag
Loch Snizort Beag är en vik i Storbritannien.   Den ligger i kommunen Highland och riksdelen Skottland, i den nordvästra delen av landet, 800 km nordväst om huvudstaden London.